# Эшимбеков, Касымаалы
Касымаалы Эшимбеков (кирг. Касымаалы Эшимбеков; 1907, Каражал, Туркестанское генерал-губернаторство (ныне Иссык-Кульская область, Кыргызстан) — 1957, Фрунзе) — киргизский советский актёр театра и кино, певец, тенор. Народный артист Киргизской ССР (1939). Один из основателей Киргизского профессионального театра.

## Биография
Дебютировал в 1927 году на сцене Киргизской музыкально-драматической студии. Позже, солист Киргизского музыкально-драматического театра (ныне Киргизский театр оперы и балета имени А. Малдыбаева, Бишкек).
Артист, глубоко знавший природу Киргизии и её людей, быт и творчество народа. В 1939 году участвовал в декаде киргизского искусства в Москве.

## Избранные театральные роли
- Трике («Евгений Онегин» П. Чайковского)
- Калыбек («Алтын кыз» («Золотая девушка») В. Власова, В. Фере)
- Султанбек («Аршин мал алан» У. Гаджибекова)
- Толтой («Айчурек» В. Власова, А. Малдыбаева и В. Фере)
- Кыргылчал («Манас» В. Власова, А. Малдыбаева и В. Фере)
- Нурбай («Көл боюнда» В. Власова, А. Малдыбаева и В. Фере)
- Суворов («Суворов» М. Бехтеревой, А. Разумовского)
- Шульга («Молодая гвардия» Ю. Мейтуса поА. Фадееву)
- Отец («Патриоты» В. Власова, В. Фере)

## Награды
- Орден Трудового Красного Знамени (7 июня 1939) — за выдающиеся заслуги в деле развития киргизского театрального искусства
- Народный артист Киргизской ССР (1939)

## Память
- В селе Тегизчил Кара-Джалского аильного округа Ак-Суйского района Иссык-Кульской области Кыргызстана его имя носит средняя школа.